# フェイス・イット・ライヴ'97
『フェイス・イット・ライヴ'97』（Face It Live '97）は、ジョン・ノーラムが1997年に録音・発表したライブ・アルバム。

## 解説
アルバム『ワールズ・アウェイ』発表後の日本公演の模様を収録しているが、ノーラム以外のメンバーはアルバムと異なり、ノーラムと旧知のヘンポ・ヒルデン、元グレイト・キング・ラットのリーフ・スンディンとアンダース・フェスターダという、全員スウェーデン人の編成となった。当日のセットリストのうち、ノーラムのオリジナル曲「マニック・ディストーション」、マイケル・シェンカー・グループのカヴァー「バック・トゥ・ライフ」、UFOのカヴァー「ナチュラル・シング」は、本作では外された。
『CDジャーナル』のミニ・レビューでは「北欧のギタリストながら、彼が影響を受けたのは英ハード・ロックで、ここでもその骨格のはっきりした曲と演奏を味わえる」と評されている。

## 収録曲
シュラプネル・レコーズから発売されたアメリカ盤CDは「ナイト・バズ」、「ホエア・ザ・グラス・イズ・グリーン」、「イン・ユア・アイズ」、「ハート・オブ・ストーン」を除く12曲入りである。
1. フェイス・ザ・トゥルース "Face the Truth" (John Norum, Glenn Hughes) – 5:17
2. ナイト・バズ "Night Buzz" (J. Norum, Hempo Hildén, Michelle Meldrum) – 3:42
3. メイク・ア・ムーヴ "Make a Move" (J. Norum, Kelly Keeling, Alan Lorber) – 4:52
4. グッド・マン・シャイニング "Good Man Shining" (J. Norum, G. Hughes, Mats Attaque, Micke Höglund, Thomas Broman) – 3:08
5. ウィッシング・ウェル "Wishing Well" (Paul Rodgers, Paul Kossoff, Simon Kirke, Tetsu Yamauchi, John Bundrick) – 4:34
6. ホエア・ザ・グラス・イズ・グリーン "Where the Grass Is Green" (J. Norum, K. Keeling) – 3:53
7. レザレクション・タイム "Resurrection Time" (J. Norum, K. Keeling, A. Lorber) – 5:08
8. オピウム・トレイル "Opium Trail" (Phil Lynott, Scott Gorham, Brian Downey) – 5:22
9. イン・ユア・アイズ "In Your Eyes" (J. Norum, G. Hughes, Peter Baltes) – 4:33
10. ブラインド "Blind" (J. Norum, Marcel Jacob) – 3:57
11. C.Y.R. "C.Y.R." (J. Norum, K. Keeling, Simon Wright) – 5:22
12. ギター・ソロ "Guitar Solo" (J. Norum) – 3:43
13. ハート・オブ・ストーン "Heart of Stone" (Joey Tempest) – 3:37
14. フロム・アウトサイド・イン "From Outside In" (J. Norum, K. Keeling, P. Baltes) – 6:12
15. レット・ミー・ラヴ・ユー "Let Me Love You" (J. Norum, M. Jacob) – 5:18
16. スクリーム・オブ・アンガー "Scream of Anger" (J. Tempest, M. Jacob) – 5:01

## 参加ミュージシャン
- ジョン・ノーラム - ギター、リード・ボーカル(on "Opium Trail", "Let Me Love You")[3]、バッキング・ボーカル
- リーフ・スンディン - リード・ボーカル、リズムギター
- アンダース・フェスターダ - ベース、バッキング・ボーカル
- ヘンポ・ヒルデン - ドラムス